# The Reegs
The Reegs war eine Indie-Rock-Band aus Manchester in England. Die Band wurde 1987 von zwei ehemaligen Mitgliedern der britischen Post-Punk-Band The Chameleons gegründet und veröffentlichte ab 1991 zwei Alben. Die Gruppe spielte zudem mehrere Konzerte, vornehmlich in ihrer Heimat. The Reegs verbanden melodischen Alternative Rock mit Stilelementen aus Folk, Punk und Wave.

## Geschichte
Nach dem Tod ihres Freundes und Managers Tony Fletcher (Kennedy Street Enterprises) zerfiel die britische Band The Chameleons 1987 vorübergehend in zwei Lager. Zum einen formten der Leadsänger Mark Burgess und der Schlagzeuger John Lever zusammen mit den Gitarristen Andy Clegg und Andy Whitaker das Projekt The Sun and The Moon, das deutlich mehr Pop-Einflüsse aufwies und sich damit vom Stil der Musik von The Chameleons bewusst abgrenzte. Zum anderen hoben parallel dazu die beiden Gitarristen Dave Fielding und Reg Smithies die Independent-Band The Reegs aus der Taufe.
Dave Fielding wurde am 11. November 1959 in Middleton im Norden von Manchester geboren. Er begann bereits als Jugendlicher mit der Musik und gründete seine erste Band zusammen mit vier Freunden aus der Hollin and Mooreclose High School. Nach dem Ende von The Chameleons fragte das Independent-Label Imaginary Records die beiden Gitarristen Fielding und Smithies, ob sie eine Coverversion von einem The-Kinks-Song für ein Tributealbum aufnehmen würden. Daraus entwickelte sich die Band, die zunächst in der Besetzung Dave Fielding (Gitarre, Gesang, Banjo) und Reg Smithies (Gitarre, Bass, Gesang, Percussion) bestand.
Musikalische Unterstützung fanden sie bei der Aufnahme ihrer ersten Single See My Friends, die im April 1989 bei Imaginary Records veröffentlicht wurde, in den Gastmusikern Stuart Carr (Mundharmonika) und Wayne Lavery (Keyboard). Produziert wurde diese von der Band selbst und dem Toningenieur Shan Hira. Eine zweite Single mit dem Titel Chorus of the Lost, bei der der befreundete Musiker Gary Lavery (Gesang, Keyboard) nun als festes Bandmitglied mitwirkte, erschien im August 1990 auf Imaginary Records.
1991 wurde die LP Return of the Seamonkeys veröffentlicht, auf der unter anderem die Songs der ersten beiden Singles enthalten waren. 1993 folgte das Album Rock the Magic Rock. Beide Platten erschienen bei Imaginary Records. 1997 wurden mit As You Leave und You Told Me Before noch zwei weitere Singles produziert.
The Reegs spielten einige Konzerte in England, vor allem im Norden der britischen Insel in kleinen Clubs wie The Roadhouse in Manchester, The Duchess of York in Leeds und The Witchwood in Ashton, sowie in diversen Locations im Stadtzentrum von Manchester.
Im Jahr 2009 erschien schließlich im Zuge der Wiederveröffentlichung des Materials von The Chameleons auch eine Doppel-CD mit dem Titel The Reegs bei Blue Apple Music, womit die kompletten Aufnahmen der Band auf einer einzigen Kompilation zusammengefasst wurden.

## Diskografie

### Alben und Kompilationen
- 1991: Return of the Seamonkeys (CD; Imaginary Records)[6]
- 1993: Rock the Magic Rock (CD; Imaginary Records)[7]
- 2009: The Reegs (Doppel-CD; Blue Apple Music)[8]

### Singles und EPs
- 1989: See My Friends / Is There a Mother-in-Law in the Club / This Savage Garden (Maxi-Single)[9]
- 1990: Chorus of the Lost / Pond Life / Start to See (Instrumental) (Maxi-Single)[10]
- 1997: As You Leave / JJ180 / Outer Body Experience  (Columbus Records)[11]
- 1997: You Told Me Before / Is There a Mother in Law in the Club? / The Nastyside (Columbus Records)[12]